# Виндкеселов ефекат
Виндкеселов ефекат је термин који се користи у медицини да би се објаснио облик таласног облика артеријског крвног притиска у смислу интеракције између ударног волумена и усклађености аорте и великих еластичних артерија и отпора мањих артерија и артериоле.  Kористе се за процену укупне артеријске усклађености на основу притиска и протока. Пошто је у питању грудни модел, он није погодан за процену просторно распоређених феномена и аспеката путовања таласа, али је једноставна и прилично тачна апроксимација коморског (вентрикуларног) постоптерећења.
Зидови великих еластичних артерија (нпр. аорте, заједничке каротидне артерије, подкључне и плућне артерије и њихове веће гране) садрже еластична влакна, формирана од еластина. Ове артерије се шире када крвни притисак расте током систоле и снижава се када крвни притисак пада током дијастоле. Пошто је брзина крви која улази у ове еластичне артерије већа од оне која их напушта преко периферног отпора, постоји нето складиштење крви у аорти и великим артеријама током систоле, која се испушта током дијастоле. Због тога је усклађеност (или растегљивост) аорте и великих еластичних артерија аналогна кондензатору (користећи хидрауличку аналогију); другачије речено, ове артерије заједно делују као хидраулички акумулатор.
Виндкеселов ефекат помаже у ублажавању флуктуације крвног притиска (пулсног притиска) током срчаног циклуса и помаже у одржавању перфузије органа током дијастоле када срчано избацивање престане.

## Етимологија и историја
Израз Windkessel када се слободно преведе са немачког на енглески језикм значи elastic reservoir  (ваздушна комора), али се генерално сматра да имплицира еластични резервоар.
Идеју о Виндкеселовом ефекту први је изнео  Ђовани Борели, да би потом Стивен Хејлс јасније артикулисао концепт овок ефекта упоређујућу га са ваздушном комором које се користила у ватрогасним возилима у 18. веку.
Потом је Ото Франк, утицајни немачки физиолог, развио је концепт и обезбедио чврсту математичку основу овом ефекту.  Франков модел се понекад назива двоелементним Виндкеселов модел да би се разликовао од новијих и разрађенијих Виндкеселових модела (нпр. три или четири елемента и нелинеарни Виндкесел модели).

## Врсте модела
Виндкеселова физиологија остаје релевантан, али застарео опис је од важног клиничког интересам у коме претпостављамо да:
- Срчани циклус почиње у систоли.
- Да је ериод систоле 2/5 периода срчаног циклуса.
- Да су артеријска усклађеност, периферни отпор и инерција   моделовани као кондензатор, отпорник, и индуктор.

Основни Виндкессел модел израчунава експоненцијалну криву притиска коју одређује систолна и дијастолна фазе срчаног циклуса. Како се број елемената у моделу повећава, нови физиолошки фактор се узимају у обзир и тачнији су резултати који се односе на оригиналну криву. Разни други критеријуми као што су сложеност прорачуна, облик генерисане криве итд узети у обзир приликом одлучивања о томе који модел одабрати. 
Виндкессел модели објашњени у наставку приказују се као три различита модела.

### Двоелементни модел
Најједноставнији Виндкеселов модела који показује хемодинамичко стање је двоелементни модел. Током срчаног циклуса, он узима у обзир ефекат артеријске усклађености и тоталног периферни отпор.   
У овом моделу претпоставља се да је однос притиска и запремине константан и да је излив из Виндкесела пропорционалан притиску течности. Запремински доток мора бити једнак збиру запремине ускладиштене у капацитивном елементу и запреминском одливу кроз отпорни елемент. Овај однос је описан следећом диференцијалном једначином:
{\displaystyle I(t)={P(t) \over R}+C{dP(t) \over dt}}
У електричном аналогу, артеријска усклађеност (C у cm3/mmHg) је представљена као кондензатор са својствима складиштења електричног набоја; док је периферни отпор системских артеријски систем (R у mmHg ⇥ s/cm3) представљен као отпорник за расипање енергије. Проток крви из срца (I(t) у cm3/s)  је аналоган струји која тече у колу, а крвни притисак у аорти (P(t) у mmHg)  је моделиран као временски променљив електрични потенцијал.
Током дијастоле нема прилива крви пошто је аортни (или плућни залистак) затворен, тако да се Виндкесел може решити једначином P(t) пошто је  I(t) = 0:
{\displaystyle P(t)=P(t_{d})e^{-(t-t_{d}) \over (RC)}}
у којој је тд време почетка дијастоле, P(td)  крвни притисак на почетку дијастоле. Овај модел је само груба апроксимација артеријске циркулације; реалистичнији модели укључују више елемената, дајући реалније процене таласног облика крвног притиска и о њима се говори у наставку.

### Троелементни модел
Виндкеселов модел са три елемента симулира карактеристичну импедансу проксималне аорте. А отпорник се додаје у серији да би се објаснио овај отпор протоку крви због аортног залистка. Већ постојеће паралелне комбинације отпорник-кондензатор представљају укупан периферни отпор и усклађеност аорте у моделу са два елемента као што је раније дискутовано. Комплијанса аорте услед варијација притиска се види дозвољавањем боца да се подвргне запреминским померањима. Геометрија цеви представља карактеристични отпор у аорти. Отпор протоку варира делимично отварањем и затварањем игличастог вентила. Овај однос је описан следећом диференцијалном једначином:
{\displaystyle (1+{R_{1} \over R_{2}})I(t)+CR_{1}{dI(t) \over dt}={P(t) \over R_{2}}+C{dP(t) \over dt}}

### Четвороелементни модел
Овај модел укључује индуктор у главној грани кола јер он узима у обзир инерцију проток крви у хидродинамичком моделу. Дат је пад електричног потенцијала преко индуктора као (L(di(t)/dt). Модел са 4 елемента даје прецизнији приказ крвног притиска у односу на криву времена срчаног циклуса у поређењу са моделима са два и три елемента. Електрични аналогни модел је приказан овом једначином:{\displaystyle (1+{R_{1} \over R_{2}})I(t)+(R_{1}C+{L \over R_{2}}){dI(t) \over dt}+LC{d^{2}I(t) \over dt^{2}}={P(t) \over R_{2}}+C{dP(t) \over dt}}

## Примена
Ови модели повезују проток крви са крвним притиском преко параметара R, C (и, у случају модела са четири елемента, L). Ове једначине се могу лако решити (нпр. коришћењем MATLAB-а и његовог додатка SIMULINK) да се или пронађу вредности притиска датог протока и  R, C, L параметара, или да се пронађу вредности  R, C, L  за дати проток и притисак.
Пример за модел са два елемента је приказан испод, где је I(t) приказан као улазни сигнал током систоле и дијастоле. Систола је представљена функцијом sin, док је проток током дијастоле нула. s представља трајање срчаног циклуса, док Ts представља трајање систоле, а Td представља трајање дијастоле (нпр. у секундама).
{\displaystyle I(t)=I_{o}\sin[{(\pi *{t \over s}) \over Ts}]{\text{ for }}{t \over s}\leq Ts}
{\displaystyle I(t)=0{\text{ for }}Ts<(Td+Ts)}

### У физиологији и болестима
Виндкеселов ефекат  се смањује са годинама како еластичне артерије постају мање попустљиве, што се назива отврдњавање зидова артерија или артериосклероза, вероватно секундарно због фрагментације и губитка еластина.
Смањење Виндкеселовог ефекта доводи до повећаног пулсног притиска за дату запремину ударца. Повећани пулсни притисак доводи до повишеног систолног притиска (хипертензије) што повећава ризик од инфаркта миокарда, можданог удара, срчане инсуфицијенције и низа других кардиоваскуларних болести.
Према студијама установљена је статистички значајна разлика у временима интензитета интракранијалног контраста у функцији величине проксималне анеуризме. Потенцијални механизам за овај налаз може бити Виндкессел ефекат, где анеуризма делује као резервоар крви у систоли који и ослобађа у дијастоли. Како ово може бити од значаја за велике анеуризме након третмана ито захтева даље проучавање.

## Ограничења
Иако је Виндкеселов ефекат једноставан и згодан концепт, он је у великој мери замењен модернијим приступима који тумаче таласне облике артеријског притиска и протока у смислу ширења и рефлексије таласа.
Недавни покушаји да се интегрише ширење таласа и Виндкеселов приступ  кроз концепт резервоара,  критиковани су, јер је недавни документ о консензусу истакао је таласасту природу резервоара.